# بابک دولتی
بابک دولتی (زادهٔ دی ۱۳۵۳) شاعر، ترانه‌سرا و نویسندهٔ اهل ایران است. او آثار خود را به دو زبان کُردی و فارسی می‌نویسد و نخستین مجموعهٔ رباعی کردی جنوبی (باشور) را سروده و منتشر کرده‌است.

## زندگی‌نامه
بابک دولتی، دی سال ۱۳۵۳ در کرمانشاه متولد شد. او تحصیلات دانشگاهی خود را در رشتهٔ زبان و ادبیات فارسی ادامه داد و با دریافت مدرک کارشناسی ارشد در این رشته فارغ‌التحصیل شد. بابک دولتی از سال ۱۳۷۲ فعالیت‌های حرفه‌ای خود را در حیطهٔ شعر آغاز کرد و ضمنِ تدریس ادبیات فارسی در دبیرستان‌ها به غزلسرایی مشغول شد. او در سال ۱۳۸۴ نخستین کتاب شعر خود را در قالب غزل، با عنوان دست‌نوشته‌های یک سنگ منتشر کرد. وی که مدیریت برخی از انجمن‌های مرتبط با شعر و ادبیات را بر عهده داشته، در زمینهٔ روزنامه‌نگاری نیز به فعالیت پرداخته و در این زمینه، مقام دوم غرب کشور را کسب کرده‌است. او همچنین در سال ۱۴۰۰ به عنوان یکی از برگزیدگان، جایزهٔ کتاب سال استان کرمانشاه را برای نوشتن کتابِ خه‌و دریافت کرد.
بیژن ارژن معتقد است بابک دولتی در کتاب خه‌و با معرفی وزن‌های جدید توانسته «یک زبان را از سینه‌کش ادبیات شفاهی، تا قله‌های ادبیات مکتوب بالا بکشد.» همچنین ظاهر سارایی از شاعران و منتقدان کُرد، کتاب خه‌و را مجموعه‌ای در شمار مجموعه‌های طراز اول شعر کُردی دانسته و معتقد است این کتاب و کتابِ خان، اثر دیگر بابک دولتی، «مرزهای زبان و بلاغت و زیبایی‌شناسی شعر کُردی جنوبی را جابه‌جا کرده و بر بالندگی و غنای آن افزوده‌است.»

## فعالیت‌های ادبی و هنری
از جمله فعالیت‌های بابک دولتی، به موارد زیر می‌توان اشاره کرد:
داوری جشنوارهٔ بین‌المللی شعر فجر، دبیری همایش غزلسرایان کرمانشاه، داوری در جشنواره‌های مختلف مرتبط با شعر، روزنامه‌نگاری، نقد و ترجمه در حیطهٔ شعر و ادبیات، ترانه‌سرایی

## آثار مکتوب
- دست‌نوشته‌های یک سنگ، انتشارات مدیا، ۱۳۸۴.[۶]
- سلام خواهر باران، انتشارات تکا، ۱۳۸۷.[۲۰]
- هزار سال نمک زیر پلک‌های من است، انتشارات شانی، ۱۳۹۳.[۲۱]
- غزل قرن، به همراه پیمان سلیمانی، انتشارات دیباچه، ۱۳۹۵.[۲۲]
- در این بیابان اتفاق تازه‌ای نیست[۲۳]
- خه‌و، با ترجمهٔ فارسی مریم صفرزاده، انتشارات دیباچه، ۱۳۹۹.[۲۴]
- خان، با ترجمهٔ فارسی مریم صفرزاده، انتشارات دیباچه، ۱۴۰۰.[۲۵]
- ڕێ،  با ترجمهٔ فارسی مریم صفرزاده، انتشارات دیباچه، ۱۴۰٣.[۲۶]